# 蓮花Exige
蓮花Exige，是英國製造商蓮花汽車於2000年開始生產的中置引擎後輪驅動小跑車。最初的定位為比Elise更加極致的轎跑車，自第三代（Series 3）改配V6引擎之後成為該品牌車輛之中較大容積的型號。

## 外部連結
- Lotus official website （页面存档备份，存于）
- Exige 265E review （页面存档备份，存于）
- Article on Exige 265E by GreenerMachine.com （页面存档备份，存于）
- 2008 Lotus Exige S 240 Review and specs; Sport Compact Car Magazine （页面存档备份，存于）
- Lotus Exige Owners Club （页面存档备份，存于）